# Удокан
Хребетът Удокан (на руски: Удокан) е планински хребет в Северното Забайкалието, част от Становата планинска земя, в северната част на Забайкалски край и крайната югозападна част на Якутия в Русия.
Простира се в посока от запад-югозапад на изток-североизток, от изворите на река Калар (десен приток на Витим) до долината на река Ольокма (десен приток на Лена) на протежение около 255 km. На север граничи Ольокмо-Чарското плато, а на северозапад – с Горночарската котловина, На югозапад се свързва с Каларския хребет. Максимална височина 2570 m (56°40′20″ с. ш. 119°07′32″ и. д. / 56.672222° с. ш. 119.125556° и. д.), издигаща се в западната му част. Изграден е от гнайси и кристалинни шисти. Има следи от древни заледявания. От него извира река Калар, множество десни притоци на река Чара – Кемен, Таринг-Юрях, Токко и др. и леви притоци на Ольокма – Хани, Олдонгда, Тас-Миеле, Орюс-Миеле и др. На височина до 1200 m е покрит с лиственични гори, а нагоре следва планинска тундрова растителност. Разработват се находища на медни руди в Удоканския руден район. През прохода Дьорлюк и по долината на река Хани преминава участък от Байкало-Амурската магистрала.
За първи път хребетът е открит и топографски заснет и картиран през 1857 г. от експедицията ръководена от руския топограф Арсений Усолцев.

## Топографски карти
- Лист от карта O-50-Г.
- Лист от карта O-51-В.